# Manuelia gayi
Manuelia gayi är en biart som först beskrevs av Maximilian Spinola 1851.  Manuelia gayi ingår i släktet Manuelia och familjen långtungebin. Inga underarter finns listade i Catalogue of Life.

## Bildgalleri

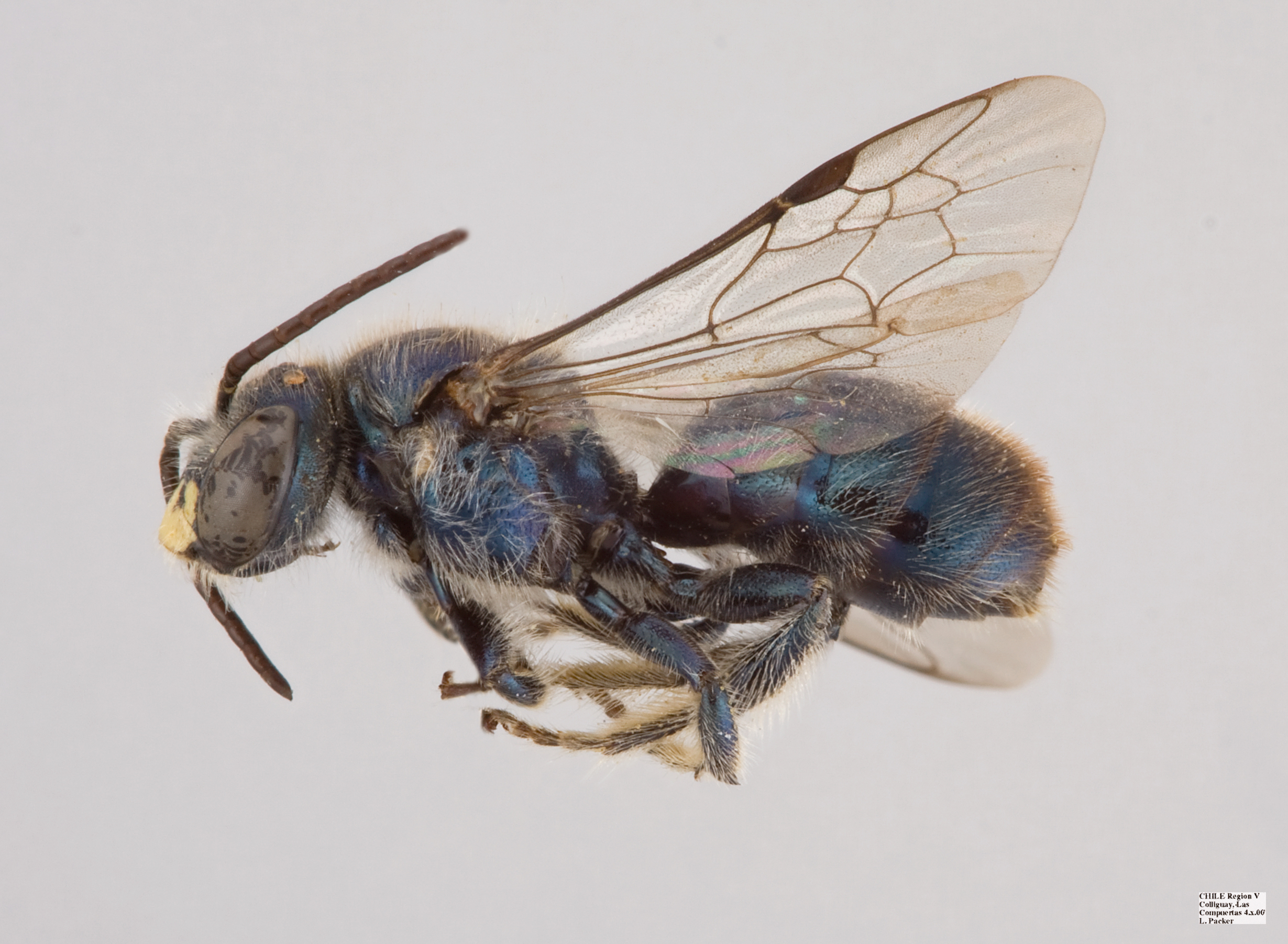